# Jan Moons
Jan Moons (Heist-op-den-Berg, 26 september 1970) is een Belgisch politicus voor N-VA en voormalig doelman in het betaald voetbal waarbij Moons bekend werd als eerste doelman van KRC Genk. Moons was burgemeester van de gemeente Heist-op-den-Berg van begin januari 2022 tot begin december 2024.

## Loopbaan
Jan Moons werd in 2000 doublure van het Hongaarse clubicoon István Brockhauser tussen de palen bij toenmalig topclub KRC Genk. Moons had bij de Limburgers een contract tot 2007, maar tijdens de winterstop verhuisde hij terug naar het Kempense K. Lierse SK. Hij brak in zijn eerste periode nooit door op het Lisp. Hierop stond hij vier jaar in doel bij Germinal Ekeren en opvolger ervan, Germinal Beerschot, en voor het eerst werd hij er ook eerste doelman. Met zijn prestaties daar versierde Moons een transfer naar KRC Genk. Met Lierse had hij in 1997 de titel gevierd als reservedoelman achter de Nederlander Stanley Menzo. 
In het seizoen 2001/2002 werd Moons meteen Belgisch landskampioen met Genk. Dat kwam tot stand met dank aan de prestaties van doelman Moons en de doelpunten van het spitsenduo Wesley Sonck en Moumouni Dagano. In het seizoen 2005-2006 werd Moons aanvoerder van Genk. Door zijn goede prestaties werd hij door de bondscoach geselecteerd voor de Rode Duivels. Hij blijft daar wel op de bank zitten, na Silvio Proto of Stijn Stijnen.
In de voorbereiding van het seizoen 2006-2007 beslist Racing Genk om de jongere generatie een kans te geven in doel. Logan Bailly (21) wordt eerste doelman, Sinan Bolat (18) tweede doelman en uiteindelijk Jan Moons als derde doelman.
Na zes seizoenen bij KRC en vier seizoenen als onbetwiste titularis is hij tijdens de winterstop van het seizoen 2006/07 overgestapt naar K. Lierse SK. Nu organiseert Moons afterworkparty's in Den Eyck te Kasterlee. Daarnaast baat Moons ook een pop-up winterbar, genaamd "Winterbar Moose", te Heist-op-den-Berg.
Van eind augustus tot begin september 2010 kwam hij uit voor de Belgische vierdeklasser Overpeltse VV ter vervanging van de geblesseerde Bart Peeters (°1974, niet de toen 51-jarige zanger, °1959).

## Clubs
- 1976 Heist Sportief
- 1993-1997 K. Lierse SK
- 1997-1999 Germinal Ekeren
- 1999-2000 Germinal Beerschot
- 2000-2006 KRC Genk
- 2007 K. Lierse SK
- 2007-2008 Germinal Beerschot
- 2008-2010 CS Visé
- 2010: Overpelt VV

## Palmares
Kampioen (2)
1997 Lierse SK
2002 KRC Genk

## A-interlands
- November 2001: Tsjechië (2x)
- Maart 2005: Bosnië en San Marino
- September 2005: Bosnië en San Marino

Bondscoach Robert Waseige riep Jan Moons op voor de beslissende WK-barrageduels tegen Tsjechië. Vanaf de bank zag hij de Belgen op 26 maart winnen met 4-1 van Bosnië en Herzegovina. Op 30 maart won België in San Marino met 1-2. Jan Moons zat op de bank.
Bondscoach Aimé Anthuenis haalde hem er bij als tweede doelman, voor de duels tegen Bosnië en San Marino, in september 2005, na het afzeggen van Fréderic Herpoel.

## Politiek
In 2012 werd Jan Moons verkozen als gemeenteraadslid voor de partij N-VA in Heist-op-den-Berg. In maart 2015 werd hij daar fractieleider. Bij de verkiezingen van 14 oktober 2018 werd Jan Moons opnieuw verkozen als gemeenteraadslid. Jan Moons nam op 1 januari 2022 de burgemeesterssjerp over van Luc Vleugels ten gevolge van de zogenaamde monstercoalitie in Heist-op-den-Berg. Voor hij burgemeester werd, oefende Moons het mandaat van eerste schepen uit. Hij had de bevoegdheden ICT, Financiën, personeel en bovenlokale mobiliteit. Begin december 2024 werd hij als burgemeester opgevolgd door Dirk Van Noten (CD&V).